# هاينس باومان
هاينس باومان (بالألمانية: Hannes Baumann)‏ هو متسابق يخت ألماني، ولد في 9 أغسطس 1982 في باد سارو ‏ في ألمانيا.

## وصلات خارجية
- هاينس باومان على موقع الاتحاد الدولي للملاحة الشراعية (موقع جديد) (الإنجليزية)
- هاينس باومان على موقع اللجنة الأولمبية الدولية (الإنجليزية)
- هاينس باومان على موقع أوليمبيديا (الإنجليزية)
- هاينس باومان على موقع اللجنة الأولمبية الألمانية (الألمانية)